# Schameder
Schameder (mundartlich Schamerer) ist ein Ortsteil der Gemeinde Erndtebrück in Nordrhein-Westfalen und gehört zum Kreis Siegen-Wittgenstein. Der Ort im Rothaargebirge zählt rund 570 Einwohner.

## Geographie
Das Dorf, das eine Fläche von rund fünf Quadratkilometern hat, setzt sich aus dem alten Ortskern von Schameder und dem Ortsteil Leimstruth zusammen. Zwischen beiden Ortsteilen liegt ein 16 Hektar großes erschlossenes Industriegebiet. Zwei Quadratkilometer der Ortsfläche sind mit Wald bedeckt. Ein Bachlauf ebenfalls des Namens Schameder mündet nach fünf Kilometern in die Eder.

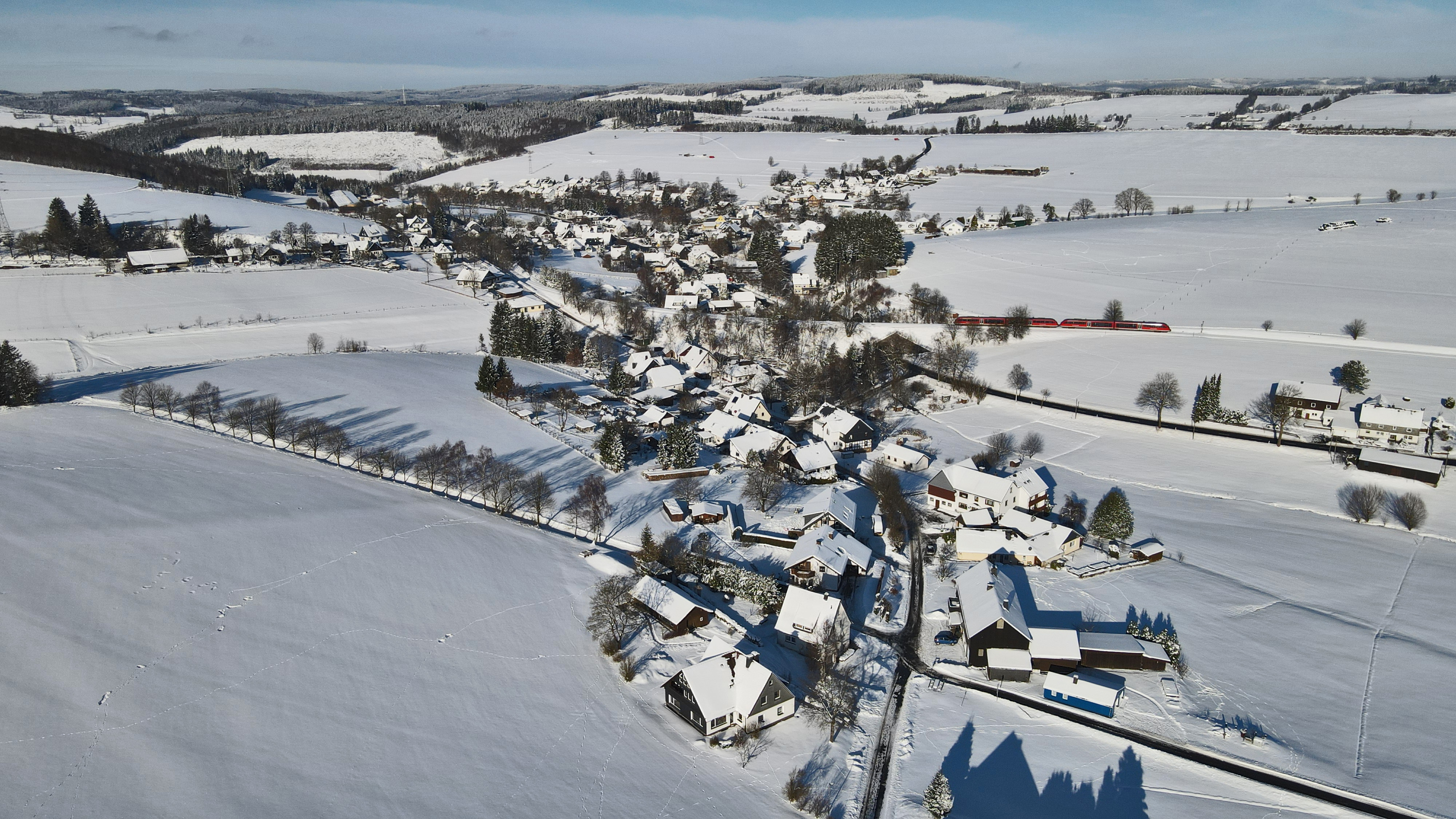
Ortsansicht im Januar 2024.

Die Bundesstraße 62 und die Eisenbahnlinie Siegen-Marburg durchqueren den Ort von Westen nach Osten.
Mitten durch den Ortskern verläuft der 51. nördliche Breitengrad.
Schameder hat mit dem Steimel (595,70 m ü. NN) seine höchste Erhebung.

## Geschichte

### Ortsgeschichte
Zwei Siedlungsstellen aus der vorrömischen Eisenzeit sind in die Bodendenkmalliste des Landes Nordrhein-Westfalen eingetragen. Scherben vorgeschichtlicher Machart können zum Teil der Latènezeit zugeordnet werden.
Die erste bekannte urkundliche Erwähnung stammt aus dem Jahr 1319. Der Urkundentext lautet: Alle Betrachter der vorliegenden Urkunde sollen wissen, daß wir, Philipp, Ritter, und unser Bruder Gerhard und ebenso Phillip und Godebert, die Söhne unseres verstorbenen Bruders, des Vogtes, gemeinsam durch die vorliegende (Urkunde) zuerkennen dem Edelherren Werner von Wittgenstein und seinen Erben außerdem ein gewisses homagio, das in deutscher Sprache ein kintgedinge   genannt wird, an der Frau des Hermanus, die genannt wird Gelen von Schemeren. Damit aber das vorgenannte fest und anerkannt bleibt, haben wir die vorliegende Urkunde erlassen und außerdem mit unserem Siegel bestätigt; im Jahre des Herrn 1319, am „Tag der elftausend Jungfrauen“ (Tag der elftausend Jungfrauen = Ursulatag 21. Oktober).
Über die handelnden Personen in dieser Urkunde ist nur wenig bekannt. In der Stammtafel der Herren von Bicken – Haincher Linie finden sich die Bickenschen Ritter.
Bicken ist ein Ortsteil der Gemeinde Mittenaar in der Nähe von Herborn im Lahn-Dill-Kreis. Die Bicker Ritter waren im Siegerländischen Raum mit Besitzungen schon recht früh bestückt. Sie waren mit den Herren von Hain verwandt. Die Herren von Bicken werden erstmals im Jahre 1218 in einer Kölner Urkunde erwähnt. Stammsitz der Haincher Linie des Adelszweiges war die Burg Hainchen bei Netphen.
Weitere Erwähnung 1338: Der Ritter Henricius von Gerhartecusen verkaufte mit Willen und Vorwissen seiner Söhne Hermannus und Heinrich in der Osterzeit dieses Jahres dem edlen Grafen Syfried von Wittgenstein seine „Zehnden zu Breydenbach vnd Nyderen Schemmedern mit alle dem reiche daz dazu gehoret“ für 22 Mark Pfennige.
Die Erschließung durch die Eisenbahn brachte für Schameder den ersten größeren Gewerbebetrieb. 1891 entstand unweit des Bahnhofs eine Dampfziegelei, die bis 1917 Lehm- und Ziegelsteine herstellte. Die Ziegel zur Errichtung der Gebäude wurden in einer Feldbrandziegelei vor Ort hergestellt.
Im Oktober 1969 beschloss das Presbyterium in Erndtebrück den Neubau einer Kapelle in Schameder. Es war eine für den Kreis Wittgenstein eine bislang einmalige Kombination aus Dorfkirche, Gemeinschaftsraum und Totenhalle, die am 17. Dezember 1972 mit einem Gottesdienst eingeweiht wurde.

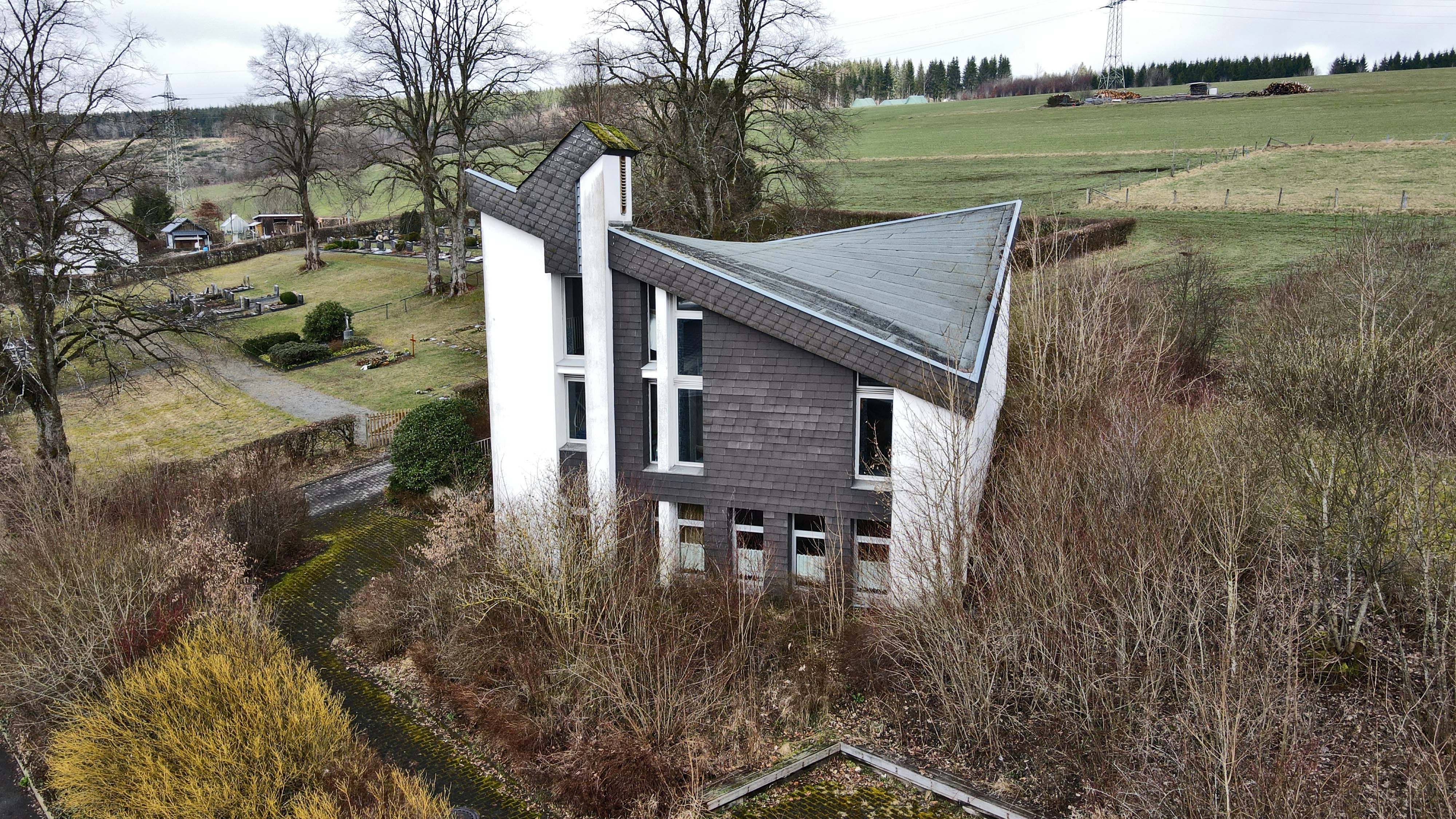
Die Kapelle Schameder.

Der Bebauungsplan für ein gemeinsames Industrie- und Gewerbegebiet wurde in Zusammenarbeit mit der Gemeinde Balde in den Jahren 1972/73 ausgearbeitet. 1977 begannen im Jägersgrund die Arbeiten zur Errichtung dieses Standortes. 1995 kam es mit dem Industrie- und Gewerbegebiet Jägersgrund 2 zur Erweiterung in Richtung Balde und Leimstruth.
Schameder gehört seit der Gebietsreform, die am 1. Januar 1975 in Kraft trat, zur Gemeinde Erndtebrück und war bis zur Eingemeindung eine selbstständige Gemeinde im damaligen Kreis Wittgenstein.

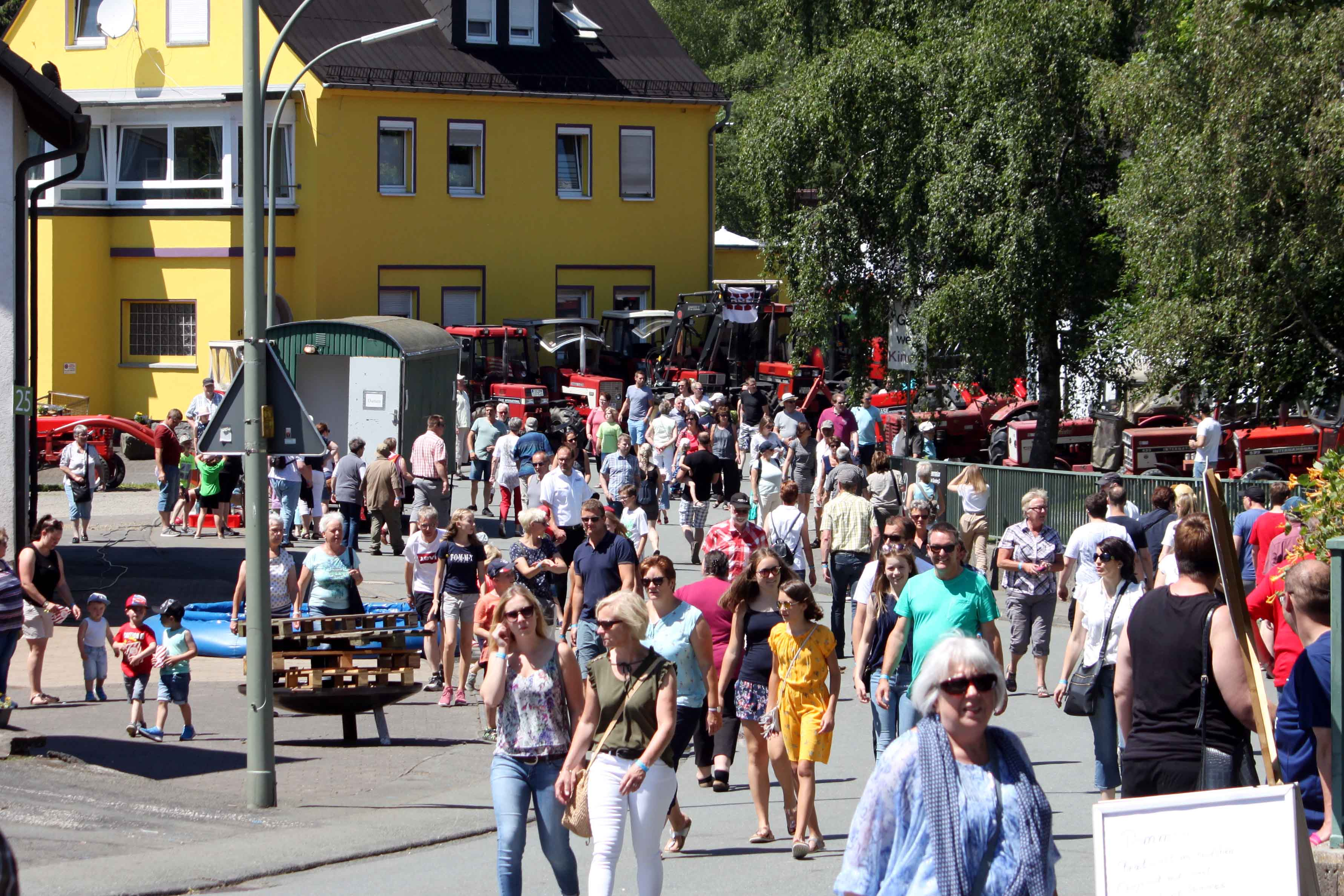
Rund 10.000 Besucher kamen 2019 zum Stehenden Festzug nach Schameder.

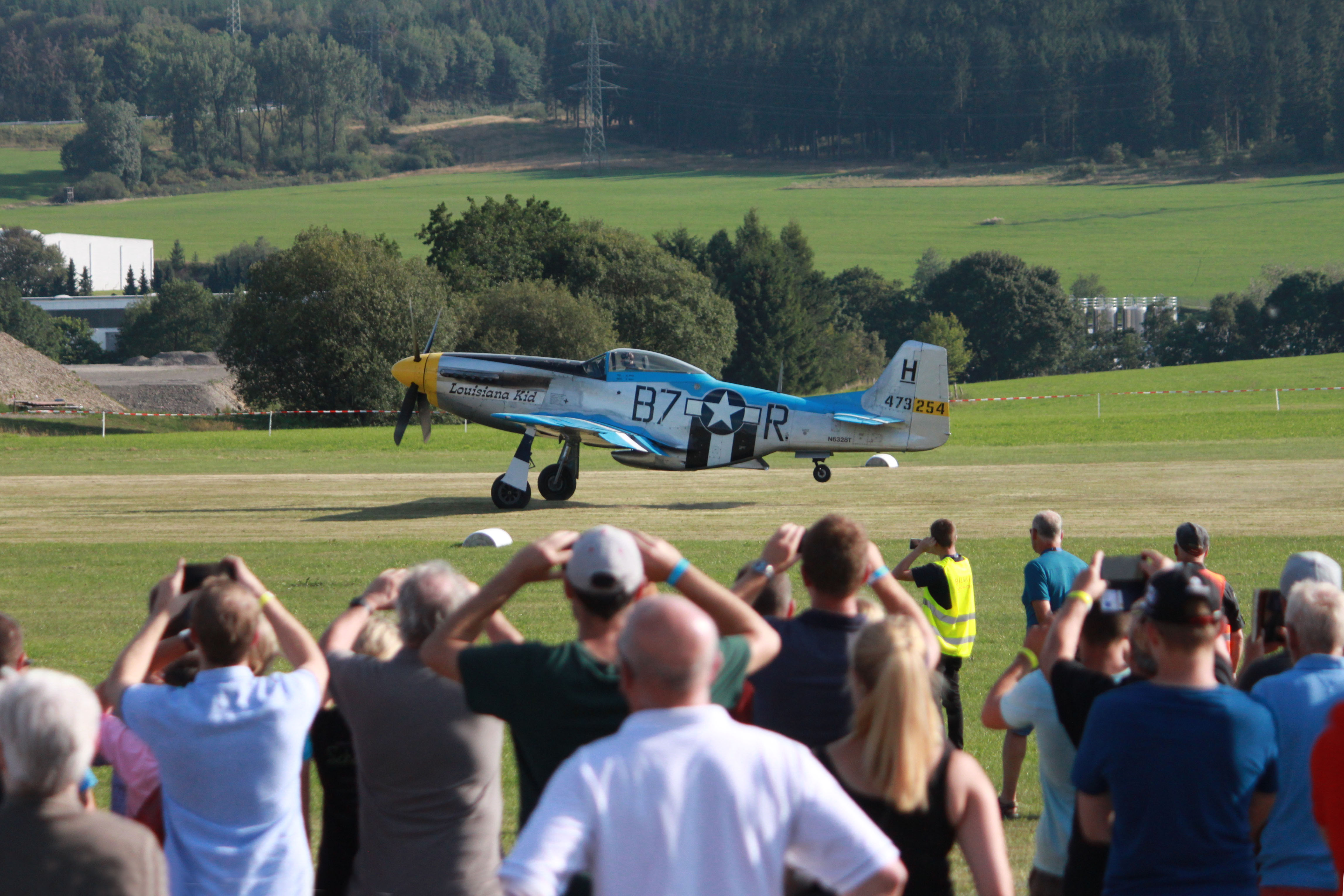
Eine North American P-51 beim Flugtag in Schameder.

Die Jubiläumsfeier 700 Jahre Schameder fand im Jahr 2019 statt. Bei einem Stehenden Festzug waren über 60 Stände rund um Tradition, Handwerk und Moderne aufgebaut. Ein Flugtag bildete den Abschluss des Jubiläumsjahres.

### Einwohnerentwicklung
- 1961: 468 Einwohner[2]
- 1970: 486 Einwohner[2]
- 1974: 502 Einwohner[4]
- 1992: 612 Einwohner[5]
- 1995: 592 Einwohner
- 1997: 594 Einwohner
- 2000: 592 Einwohner
- 2002: 629 Einwohner
- 2005: 626 Einwohner
- 2007: 608 Einwohner
- 2010: 626 Einwohner
- 2012: 640 Einwohner
- 2018: 584 Einwohner
- 2020: 565 Einwohner
- 2022: 578 Einwohner

## Verkehr

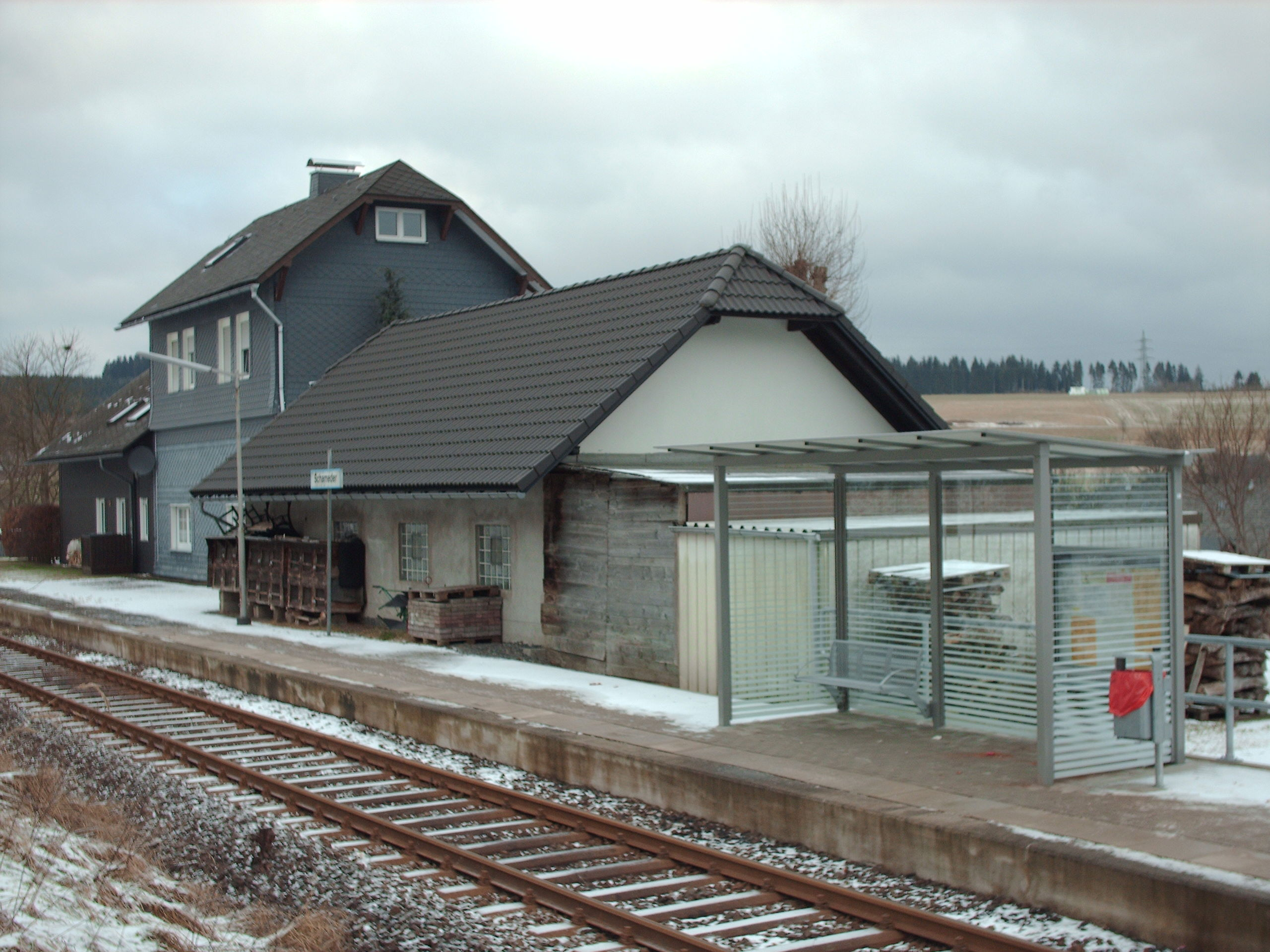
Haltepunkt Schameder

Schameder liegt an der Bundesstraße 62 und der Oberen Lahntalbahn. Vom Bedarfshaltepunkt Schameder besteht ein 2-Stunden-Takt nach Erndtebrück und Marburg. Die Züge der Baureihe VT 642 werden von der Kurhessenbahn betrieben.
| Linie | Verlauf | Takt    |
| ----- | --- | ------- |
| RB 94 | Obere Lahntalbahn: Marburg (Lahn) – Cölbe – Lahntal-Sarnau – Goßfelden – Sterzhausen – Caldern – Buchenau (Lahn) – Friedensdorf (Lahn) – Wilhelmshütte (Lahn) – Biedenkopf – Biedenkopf Campus – Wallau (Lahn) – Bad Laasphe-Niederlaasphe – Bad Laasphe – Feudingen – Oberndorf (Wittgenstein) – Leimstruth – Schameder – Erndtebrück ( – Hilchenbach – Kreuztal – Siegen Hbf – Betzdorf (Sieg)) (2 Zugpaare Samstags von/bis Betzdorf) Stand: Fahrplanwechsel Dezember 2021 | 120 min |

Am nordöstlichen Rand des Ortes liegt der Flugplatz Schameder. Der Flughafen Siegerland ist 50 Kilometer entfernt. Der nächste Großflughafen ist der 107 km entfernte Flughafen Köln/Bonn.

## Industrie- und Gewerbe
Industrie- und Gewerbeflächen stehen in der Gemeinde im Jägersgrund und im Industriepark Wittgenstein zur Verfügung.
Der Industriepark Wittgenstein ist als interkommunales Gewerbegebiet der Städte Bad Berleburg, Bad Laasphe und der Gemeinde Erndtebrück im Jahr 2005 erschlossen worden. Das rund 50 ha große Gelände bietet eine gewerbliche Baufläche von 34 ha.

### Biomasseheizkraftwerk Wittgenstein

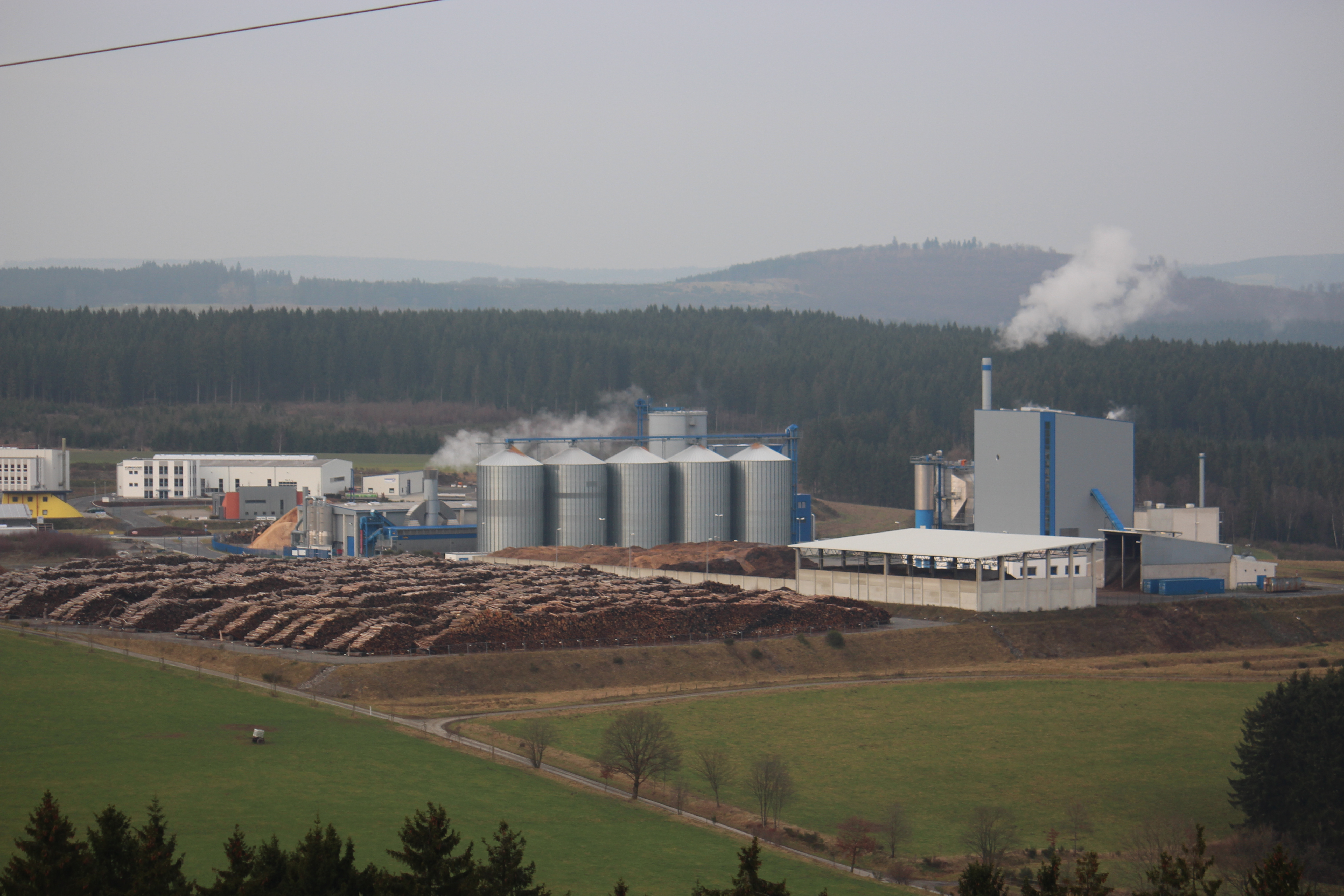
RWE Biomasseheizkraftwerk im Industriepark Wittgenstein

Die RWE Innogy Cogen GmbH hat im Industriepark für rund 25 Millionen Euro ein Biomasseheizkraftwerk errichtet. Die Anlage ist auf eine Leistung von 28 Megawatt thermisch und max. 8 Megawatt elektrisch ausgelegt und wird auf Basis des Brennstoffes Holz betrieben.
Nebenan produziert German Pellets Holzpellets mit einer Jahreskapazität von bis zu 120.000 Tonnen.

## Persönlichkeiten

### Söhne und Töchter der Gemeinde
- Katja Burghardt (1962–2025), Journalistin